# Buck Clayton

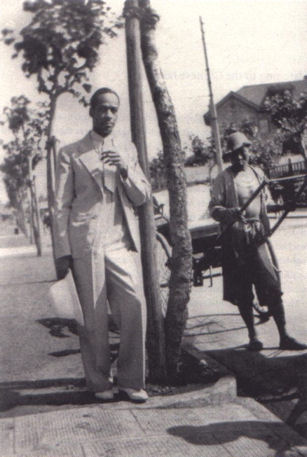
Buck Clayton

Buck Clayton (* 12. November 1911 in Parsons (Kansas); † 8. Dezember 1991 in New York City; eigentlich Wilbur Dorsey Clayton) war ein bekannter US-amerikanischer Jazz-Trompeter der Swing-Ära. „Eleganz und ein insgesamt kammer-musikalisch-zeichnerischer Stil mit biegsamem, gepflegtem Ton“ zeichnen nach Martin Kunzler seine „melodisch durchdachten Chorusse“ aus.

## Leben und Wirken
Clayton wuchs in Kansas auf; er hatte bei seinem Vater Klavier- und Trompetenunterricht und spielte in dessen Kirchenorchester. 1932 begann er seine musikalische Karriere in Kalifornien, wo er 1934 eine Big Band organisierte, mit der er dann bis 1936 in Shanghai tätig war. Als er sich 1936 zufällig in Kansas City aufhielt, erhielt er eine Anfrage von Count Basie, ob er sich dessen Orchester anschließen wolle. Er sagte zu. Nebenbei  begleitete er Ende der 1930er Jahre Jazz-Größen wie Billie Holiday, Lester Young und Teddy Wilson und spielte mit den Kansas City Six. 1943 verließ Clayton Basies Orchester, als er seinen Armeedienst ableisten musste.
Als seine Militärzeit beendet war, betätigte sich Clayton vor allem als Arrangeur, zum Beispiel für Basie, Benny Goodman und Harry James. Ende der 1940er stellte er ein eigenes Sextett zusammen, mit dem er 1949 und 1950 durch Europa tourte. 1949 und 1953 arbeitete er als Studiomusiker, war dabei vor
allem Mittelpunkt berühmter Sessions des Mainstream für Columbia Records. Von 1951 bis 1953 war er Mitglied des Quartetts von Joe Bushkin; außerdem wirkte er als Orchesterleiter, Arrangeur und Musiker bei Frankie Laines LP Jazz Spectacular mit. 1956 leitete er auf dem Newport Jazz Festival zusammen mit Coleman Hawkins und J. J. Johnson eine Band; 1956 begleitete er Billie Holiday bei ihrem letzten Konzert in der New Yorker Carnegie Hall. 1957 folgten feste Anstellungen bei Goodman und bei Teddy Wilson. Auch spielte er mit Sidney Bechet, Eddie Condon, Jimmy Rushing, Tony Parenti, Ruby Braff, Nat Pierce und Mezz Mezzrow.
Außerdem trat er in den Filmen The Benny Goodman Story (1956) und Jazz on a Summer's Day (1958) auf. 1959 besuchte er mit seinen All Stars Europa, wo er auch als Gast bei Humphrey Lyttelton einstieg.
1964 tourte Clayton mit Condon durch Japan und Australien, später dann mit Humphrey Lyttelton durch Europa. Ende der 1960er Jahre konnte er aufgrund gesundheitlicher Probleme, die auch seine Lippe betrafen, kaum noch Trompete spielen. Nach einem Gastspiel mit Jimmy Rushing im Half Note musste er sich 1972 mehreren Operationen unterziehen und vorübergehend das Spielen ganz aufgeben. Daher betätigte er sich vor allem als Arrangeur und Komponist, darunter für Lyttelton und Buddy Tate, bevor er 1976 wieder auf die Szene zurückkehrte. Anfang der 1980er Jahre nahm er ein Lehramt an einem College an. 1987 leitete er wieder eine Big Band und im gleichen Jahr erschien seine Autobiographie unter dem Namen Buck Clayton's Jazz World. Am 8. Dezember 1991 starb Buck Clayton im Schlaf.

## Diskographische Hinweise

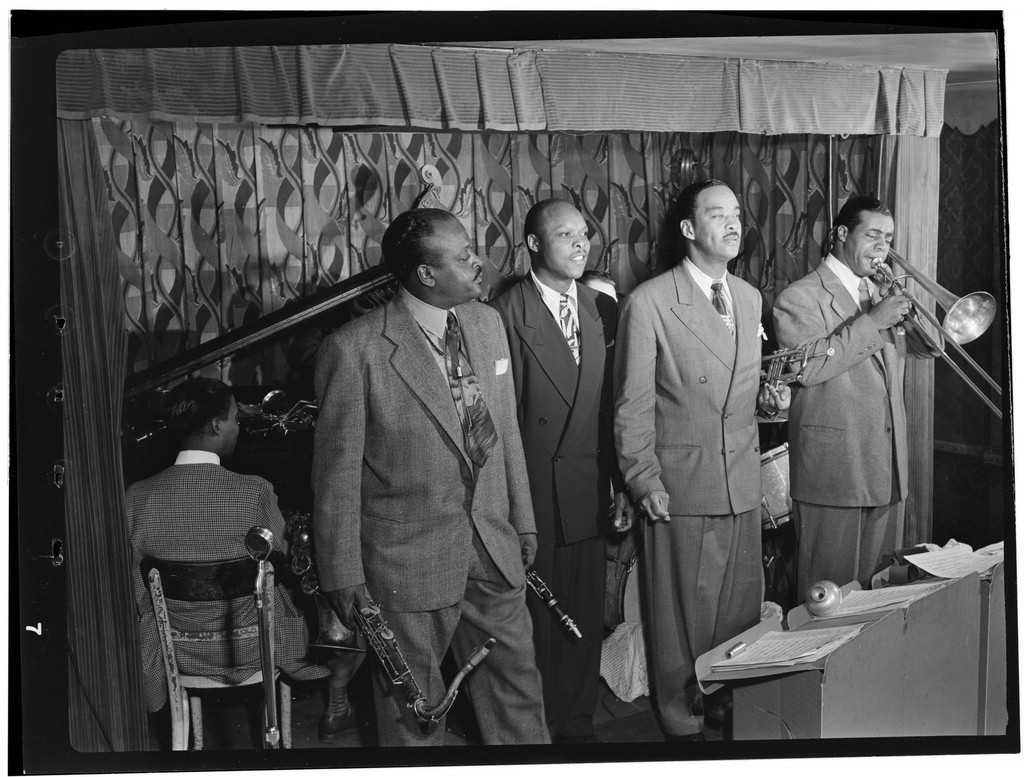
Ben Webster, Eddie Barefield, Buck Clayton und Benny Morton bei einem Auftritt im Famous Door, NYC, ca. Oktober 1947.
Fotografie von William P. Gottlieb.

- Bird and Pres - The '46 Concerts Jazz at the Philharmonic (Verve, 1946)
- The Classic Swing of Buck Clayton (OJC, 1946)
- Buck Special (Vogue, 1949–53)
- Songs for Swingers (Philipps, 1959)[2]
- Jams Benny Gooman Favourites (Philipps B07059 L)
- How Hi the Fi (Philipps B07032 L)
- Copenhagen Concert (SteepleChase, 1959)
- Buck & Buddy (Prestige/OJC, 1960)
- Buck Clayton All Stars 1961(Storyville Records, 1961)
- Buck Clayton Meets Joe Turner (Black Lion, 1965)[3]
- Buck Clayton Jam Session 1975 (Chiaroscuro, 1975)
- Swings the Village (Nagel-Heyer, 1990)